# Tomasz Lissowski
Tomasz Lissowski (ur. 1 czerwca 1952 w Warszawie) – historyk i dziennikarz szachowy.

## Życiorys
Współpracownik gazet codziennych (m.in. "Rzeczpospolitej"), w których prowadził rubryki szachowe. Autor licznych artykułów w magazynach szachowych (m.in. "Szachista").
Jest autorem lub współautorem m.in. następujących biografii szachistów:
- Zagadka Kieseritzky’ego (wraz z Bartłomiejem Macieją, 1996)
- Daniuszewski. Nieznany rywal Alechina (wraz z Wiktorem Czaruszynem, 1999),
- Karol Irzykowski. Pióro i szachy (wraz z Mirosławą Litmanowicz, 2001)
- Jerzy Lewi (wraz z Wojciechem Kulikiem i Feliksem Przysuskim)
- Dawid Przepiorka. His Life and Work (1999) (angielskojęzyczna monografia)
- Najdorf: Life and Games. (angielskojęzyczna monografia)
- Arcymistrz z Lublina (wraz z Cezarym W. Domańskim 2002) - obszerna biografia Johannesa Zukertorta wydaną następnie w roku 2005 w wersji niemieckiej pod tytułem Der Großmeister aus Lublin
- Mistrz Przepiórka (wraz z Jerzym Konikowskim i Jerzy Morasiem, Wydawnictwo Penelopa, 2013)

W 1999 r. był konsultantem (szachowym) filmu Ostatnia misja.
Tomasz Lissowski posiada I kategorię szachową, którą otrzymał w 1980 r. oraz II klasę trenerską (od roku 1989).
Od 2009 r. jest przewodniczącym Komisji Historycznej Polskiego Związku Szachowego.